# フフーフ
フフーフ若しくはホフフ、ホフーフ（アラビア語:الهفوف）とは、サウジアラビア王国東部州にある都市である。

## 概要
フフーフはアル＝ハサーのオアシスにある都市で、人口は2004年で287,841人である。ビカイクの南東にあってダーラン、ダンマーム、アル＝ホバル等の大都市圏から南のハラドへの道の中途にある。また、この都市はガワール油田に最も近い都市である。
フフーフはサウジアラビアの文化の中心となる都市の一つである。有名人も数多く住んでいる。ファイサル王大学の獣医学部及び文化人類学部が市内に所在する（他学部はダンマーム）。このキャンパスではアラビア人女性でも薬学、歯学、住居学を履修出来る。
アラビア人の間では最も有名であろう話、ライラとマジュヌーンに登場するような伝説の墓場がある場所とされる。また、シバ王国の王女も現在のイエメンよりやってきてこの都市に立ち寄ったと言う。

## 民族
20世紀初頭、フフーフの人口は約25,000人であり、内75%がスンナ派、残りがシーア派の十二イマーム派とされている。両派が共存したまま現在に至っており、この辺りの地域はアラビア半島に於けるスンナ派のマーリキー派の歴史的に重要な地点となっている。

## 交通
市内にアル＝ハサー空港、アル＝ハサー国内空港の二つの空港が立地しており、130km離れたキング・ファハド国際空港へと就航している。古い方は放棄されているが、新しい方の空港はサウジアラムコ社によって使われ、サウジアラビア航空が週二便ではあるがジッダに向かって就航している。
また、鉄道に於いてはフフーフはペルシャ湾より直接リヤドへ向かう路線とハラド経由でリヤドへ向かう路線の分岐地点となっている。（フフーフ駅）

## 気候
フフーフは砂漠気候である。
| フフーフ (1985-2010)の気候           | フフーフ (1985-2010)の気候 | フフーフ (1985-2010)の気候 | フフーフ (1985-2010)の気候 | フフーフ (1985-2010)の気候 | フフーフ (1985-2010)の気候 | フフーフ (1985-2010)の気候 | フフーフ (1985-2010)の気候 | フフーフ (1985-2010)の気候 | フフーフ (1985-2010)の気候 | フフーフ (1985-2010)の気候 | フフーフ (1985-2010)の気候 | フフーフ (1985-2010)の気候 | フフーフ (1985-2010)の気候 |
| 月                                   | 1月                        | 2月                        | 3月                        | 4月                        | 5月                        | 6月                        | 7月                        | 8月                        | 9月                        | 10月                       | 11月                       | 12月                       | 年                         |
| ------------------------------------ | -------------------------- | -------------------------- | -------------------------- | -------------------------- | -------------------------- | -------------------------- | -------------------------- | -------------------------- | -------------------------- | -------------------------- | -------------------------- | -------------------------- | -------------------------- |
| 最高気温記録 °C （°F）               | 32.7 (90.9)                | 37.8 (100)                 | 41.2 (106.2)               | 45.0 (113)                 | 49.0 (120.2)               | 50.6 (123.1)               | 50.8 (123.4)               | 49.7 (121.5)               | 48.0 (118.4)               | 45.6 (114.1)               | 45.8 (114.4)               | 32.5 (90.5)                | 50.8 (123.4)               |
| 平均最高気温 °C （°F）               | 21.2 (70.2)                | 24.2 (75.6)                | 28.9 (84)                  | 35.1 (95.2)                | 41.5 (106.7)               | 44.4 (111.9)               | 45.7 (114.3)               | 45.4 (113.7)               | 42.3 (108.1)               | 37.6 (99.7)                | 29.9 (85.8)                | 23.4 (74.1)                | 35.0 (95)                  |
| 日平均気温 °C （°F）                 | 14.7 (58.5)                | 17.2 (63)                  | 21.5 (70.7)                | 27.2 (81)                  | 33.3 (91.9)                | 36.3 (97.3)                | 37.8 (100)                 | 37.2 (99)                  | 33.8 (92.8)                | 29.2 (84.6)                | 22.4 (72.3)                | 16.6 (61.9)                | 27.3 (81.1)                |
| 平均最低気温 °C （°F）               | 8.5 (47.3)                 | 10.6 (51.1)                | 14.3 (57.7)                | 19.6 (67.3)                | 24.9 (76.8)                | 27.6 (81.7)                | 29.4 (84.9)                | 28.9 (84)                  | 25.3 (77.5)                | 21.1 (70)                  | 15.6 (60.1)                | 10.5 (50.9)                | 19.7 (67.5)                |
| 最低気温記録 °C （°F）               | −2.3 (27.9)                | 1.0 (33.8)                 | 0.7 (33.3)                 | 7.3 (45.1)                 | 17.0 (62.6)                | 18.3 (64.9)                | 19.8 (67.6)                | 19.7 (67.5)                | 17.3 (63.1)                | 13.0 (55.4)                | 5.8 (42.4)                 | 0.8 (33.4)                 | −2.3 (27.9)                |
| 雨量 mm （inch）                     | 15.0 (0.591)               | 11.6 (0.457)               | 16.2 (0.638)               | 10.7 (0.421)               | 2.1 (0.083)                | 0.0 (0)                    | 0.0 (0)                    | 0.9 (0.035)                | 0.0 (0)                    | 0.6 (0.024)                | 5.1 (0.201)                | 21.1 (0.831)               | 83.3 (3.28)                |
| % 湿度                               | 55                         | 49                         | 44                         | 38                         | 27                         | 22                         | 23                         | 30                         | 33                         | 39                         | 47                         | 56                         | 39                         |
| 出典：Jeddah Regional Climate Center |                            |                            |                            |                            |                            |                            |                            |                            |                            |                            |                            |                            |                            |